# 김천경찰서
김천경찰서(金泉警察署, Gimcheon Police Station)는 경상북도경찰청이 관할하는 경찰서 중 하나이다. 경상북도 김천시 일대를 관할한다. 경상북도 김천시 혁신8로 8(율곡동 921)에 위치하고 있다.
서장은 총경으로 보한다.

## 기본 정보
- 주소: 경상북도 김천시 혁신8로 8(율곡동 921)
- 우편번호: 39660

## 관할 파출소
김천경찰서는 14개의 파출소를 산하에 두고 있다.
| 명칭       | 사진 | 주소                     | 관할구역               | 치안센터     |
| ---------- | ---- | ------------------------ | ---------------------- | ------------ |
| 역전파출소 |      | 김천로 119               | 평화남산동             |              |
| 중앙파출소 |      | 자산로 41-2              | 자산동, 황금동, 양천동 | 황남치안센터 |
| 서부파출소 |      | 송설로 106               | 대곡동                 |              |
| 북부파출소 |      | 대학로 129               | 대신동                 |              |
| 동부파출소 |      | 영남대로 2009            | 지좌동                 |              |
| 아포파출소 |      | 아포읍 국사길 143        | 아포읍                 |              |
| 직지파출소 |      | 대항면 직지로 182        | 대항면, 봉산면         | 봉산치안센터 |
| 율곡파출소 |      | 혁신6로 75               | 율곡동, 남면, 농소면   | 농소치안센터 |
| 조마파출소 |      | 조마면 강곡1길 22        | 조마면, 감천면         | 감천치안센터 |
| 어모파출소 |      | 어모면 어모로 249        | 어모면                 |              |
| 감문파출소 |      | 감문면 감문로 985        | 감문면, 개령면         | 개령치안센터 |
| 지례파출소 |      | 지례면 상부길 109        | 지례면, 부항면         | 부항치안센터 |
| 구성파출소 |      | 구성면 남김천대로 2327-4 | 구성면                 |              |
| 대덕파출소 |      | 대덕면 대덕로 761        | 대덕면, 증산면         | 증산치안센터 |